# William Creton
William Creton (também Cretyng) (falecido em 1519) foi um cónego de Windsor de 1489 a 1519.

## Carreira
Ele foi nomeado:
- Reitor de South Molton (diocese de Exeter) 1486
- Membro do King's College, Cambridge
- Prebendário de Combe e Harnham em Salisbury 1514

Ele foi nomeado para a décima bancada na Capela de São Jorge, Castelo de Windsor em 1489 e manteve a canonaria até 1514.